# Charles Quaedvlieg
Charles Quaedvlieg (* 31. März 1823 als Karel Max Gerlach Antoon Quaedvlieg in Valkenburg aan de Geul, Provinz Limburg, Königreich der Vereinigten Niederlande; † 3. März 1874 in Rom) war ein niederländischer Genre-, Historien-, Tier-, Landschafts- und Vedutenmaler der Düsseldorfer Schule.

## Leben
Quaedvlieg, Sohn des Valkenburger Bürgermeisters Frederik Willem Quaedvlieg (1789–1872) und dessen Ehefrau Anna Maria Gertrudis, geborene Specken (1789–1834), erhielt bereits während der Schulzeit durch seinen Zeichenlehrer Lambert Hastenrath erste künstlerische Unterweisungen, deren Resultate dazu führten, dass der Vater ihm ein Kunststudium an den Akademien von Antwerpen und Düsseldorf ermöglichte. Am 29. Juni 1848 heiratete er Maria Theresia Eijmael (1828–1852) aus Heerlen, die nach der Geburt zweier Söhne (1848, 1849) und einer Tochter (1850) am 11. Januar 1852 verstarb.

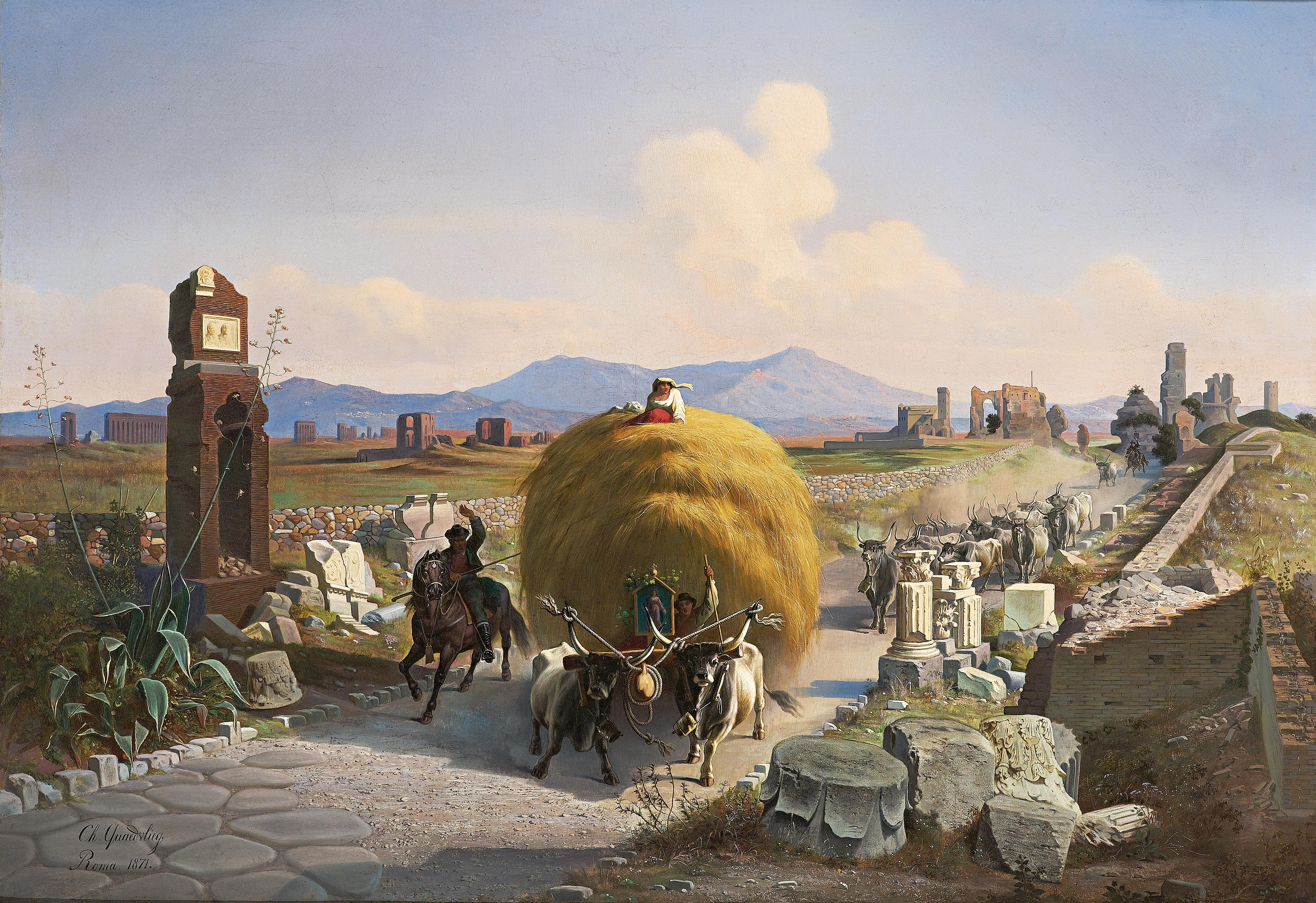
Via Appia, 1871

Seit dem 13. Juli 1853 bis zu seinem Tod im Jahr 1874 lebte Quaedvlieg in Rom. Dort gehörte er von 1855 bis 1858 zu den Mitgliedern des Deutschen Künstlervereins und beteiligte sich aktiv an dessen „Cervarofesten“. In einem Gemälde, das er zusammen mit dem Maler Robert Alexander Hillingford schuf, hielt er das Treiben dieses Künstlerfestes im Jahre 1856 fest. Am 3. September 1856 heiratete er Francesca Belli. Mehrere Monate lebte er als Gast der geschiedenen niederländisch-preußischen Prinzessin Marianne in der römischen Villa Celimontana. Von den Interieurs dieses Hauses einschließlich dort befindlicher Kunstwerke malte er fünf kleinformatige Ölbilder. Besondere Bekanntheit erlangte Quaedvlieg, als er mit dem Historienbild König Saul bei der Wahrsagerin von Endor den ersten Preis eines Wettbewerbs errang und das Gemälde anschließend im Pantheon ausgestellt wurde.